# Champlay
Champlay é uma comuna francesa na região administrativa de Borgonha-Franco-Condado, no departamento de Yonne. Estende-se por uma área de 21,09 km². Em 2010 a comuna tinha 733 habitantes (densidade: 34,8 hab./km²).